# Primer sugárzó
A primer sugárzó az antennának az az eleme, amely a betáplálási pontjára kapcsolt nagyfrekvenciás váltófeszültség hatására elektromágneses hullámot sugároz a környezetébe, vagy a környezetből érkező elektromágneses hullámok hatására a talppontján nagyfrekvenciás váltófeszültség keletkezik. A primer sugárzó tehát egy átalakító, amely az elektromos jelet elektromágneses hullámmá, az elektromágneses hullámot pedig elektromos jellé alakítja.
A primer sugárzó önmagában is használható antennaként, de lehet egy összetettebb antenna elsődleges eleme is. Több primer sugárzó összekapcsolásával is képezhetők többelemes antennák.
A primer sugárzó nyílt rezgőkörként fogható fel, elektromos paraméterei induktivitásokból és kapacitásokból kialakított helyettesítőmodellel kiszámíthatóak. Mivel a számításuk meglehetősen bonyolult, gyakran használnak közelítő számítást, approximációt. Léteznek számítógépes programok, amelyekkel meg lehet valósítani akár összetettebb antennák szimulációját is. Ilyen például a nyílt forrású xnec2c.

## A sugárzó sugárzási tere[1]
Az sugárzók sugárzási tere a rendszer középpontjától számított r távolságban, E elektromos vektorral és H mágneses vektorral ábrázolható oly módon, hogy ezek a vektorok egymásra, és a rendszer középpontjából kiinduló {\displaystyle {\boldsymbol {r}}=r{\boldsymbol {r_{0}}}} rádiuszvektorra merőlegesek. A három vektor E, H, r0 sorrendben jobbrendszert alkot.
Távoltérben az E és H azonos fázisú, és közöttük az
{\displaystyle |{\boldsymbol {E}}|=Z_{0}|{\boldsymbol {H}}|}
összefüggés áll fenn, ahol  {\displaystyle Z_{0}={\sqrt {\frac {\mu _{0}}{\varepsilon _{0}}}}=377\Omega } az üres tér hullámellenállása.
A közeltérben a transzverzális összetevőkön kívül radiális összetevők is vannak, itt már nem érvényesek az E és H közötti egyszerű összefüggések.
Ha ismeretes a villamos és mágneses áramok és töltések eloszlása, E és H az A, F vektorpotenciálok alapján az
{\displaystyle {\boldsymbol {E}}=-{\text{rot}}{\boldsymbol {F}}-j\omega \mu {\boldsymbol {A}}+{\frac {1}{j\omega \epsilon }}{\text{grad}}\ {\text{div}}\ {\boldsymbol {A}}}
{\displaystyle {\boldsymbol {H}}={\text{rot}}{\boldsymbol {A}}-j\omega \varepsilon {\boldsymbol {F}}+{\frac {1}{j\omega \mu }}{\text{grad}}\ {\text{div}}\ {\boldsymbol {F}}}
{\displaystyle {\boldsymbol {A}}={\frac {1}{4\pi }}\int {\frac {e^{-j\beta r}}{r}}\ d\ p_{e}}
{\displaystyle {\boldsymbol {F}}={\frac {1}{4\pi }}\int {\frac {e^{-j\beta r}}{r}}\ d\ p_{m}}
ahol d pe az elektromos áramelem elektromos nyomatéka, a d pm a mágneses áramelem mágneses nyomatéka.
A vízszintes síkú elektromos áramhurok olyan függőleges irányú mágneses dipólussal helyettesíthető, amelynek nyomatéka az áramerősség és a bezárt felület szorzata. A mágneses áram meghatározását közvetlenül a Maxwell-egyenletekből kapjuk meg:
{\displaystyle {\text{rot}}\ {\boldsymbol {H}}=\varepsilon {\boldsymbol {\dot {E}}}+{\boldsymbol {i}}_{e}}
{\displaystyle {\text{rot}}\ {\boldsymbol {E}}=-\mu {\boldsymbol {\dot {H}}}-{\boldsymbol {i}}_{m}}
{\displaystyle \int H\ ds={\boldsymbol {\dot {\Psi }}}+{\boldsymbol {I}}}
{\displaystyle \int {\boldsymbol {E}}\ ds=-{\boldsymbol {\dot {\Phi }}}-{\boldsymbol {K}}}
- I elektromos vezetési áram
- K mágneses vezetési áram
- {\displaystyle {\boldsymbol {\dot {\Psi }}}}elektromos eltolási áram
- {\displaystyle {\boldsymbol {\dot {\Phi }}}} mágneses eltolási áram

A két egyenlet szimmetrikus felépítésű, az előjelekben mutatkozó eltérés oka az, hogy {\displaystyle \int H\ ds}  és I a jobbkézszabály, {\displaystyle \int {\boldsymbol {E}}\ ds} és K a balkézszabály szerint kapcsolódnak.
Ha az áram térbeli eloszlású, és i az áramsűrűség, dp=i dv, ahol dv a térfogatelem.
Ha I áram egy vonal mentén oszlik el, dp=I dl.
Az If felületi árameloszlás azokon a határfelületeken következik be, amelyeken E vagy H tangenciális összetevője ugrásszerűen megváltozik. A visszaverődést előidéző fémfelületen a H mágneses térerősség, az If felületi áram, és a fémből kifelé mutató n normális között a következő összefüggés áll fenn:
{\displaystyle {\boldsymbol {I}}_{f}=[{\boldsymbol {n}}\cdot {\boldsymbol {H}}]}
Hasonlóképpen H tangenciális összetevőjében bekövetkező minden ugrásszerű változásnak a határfelületen
{\displaystyle {\boldsymbol {I}}_{f}=[{\boldsymbol {n}}\cdot ({\boldsymbol {H_{t2}}}-{\boldsymbol {H_{t1}}})]}
felületi áram felel meg. Az n vektor az 1 tartományból a 2 felé mutat.
Ugyanígy E elektromos térerősség tangenciális összetevőjének minden ugrásszerű változásához meghatározható egy fiktív felületi áram, amelynek erőssége:
{\displaystyle I_{fm}=-[{\boldsymbol {n}}\cdot ({\boldsymbol {E_{t2}}}-{\boldsymbol {E_{t2}}})]=[({\boldsymbol {E_{t2}}}-{\boldsymbol {E_{t2}}})\cdot {\boldsymbol {n}}]}
A felületek mentén eloszló elektromos és mágneses áramok elképzelésével a hullámfront bármely része az
{\displaystyle {\boldsymbol {I}}_{fe}=[{\boldsymbol {n}}\cdot {\boldsymbol {H}}]} és {\displaystyle {\boldsymbol {I}}_{fm}=-[{\boldsymbol {n}}\cdot {\boldsymbol {E}}]}
felületi áramoknak megfelelő két szuperponálódó réteggel helyettesíthető. Az Ife és Ifm áramok merőlegesek egymásra, és abszolút értékeinek aránya:
{\displaystyle {\frac {{\boldsymbol {I}}_{fm}}{{\boldsymbol {I}}_{fe}}}=Z_{0}}
Az A és F vektorpotenciálok kifejezése felületi áramok esetén:
{\displaystyle {\boldsymbol {A}}={\frac {1}{4\pi }}\int {\frac {e^{-j\beta r}}{r}}\ [{\boldsymbol {n\cdot H}}]\ df}
{\displaystyle {\boldsymbol {F}}={\frac {1}{4\pi }}\int {\frac {e^{-j\beta r}}{r}}\ [{\boldsymbol {E\cdot n}}]\ df}
Ha a vizsgált pont nagy r0 távolságra van a sugárzó középpontjától, az integrálandó kifejezés r nevezőjének szerepe elhanyagolható. Ebben az esetben:
{\displaystyle {\boldsymbol {A}}={\frac {{\boldsymbol {N}}e^{-j\beta r_{0}}}{4\pi r_{0}}}}  ahol  {\displaystyle {\boldsymbol {N}}=\int e^{-j\beta \zeta \cos {\Psi }}\ d\ p_{e}}
{\displaystyle {\boldsymbol {F}}={\frac {{\boldsymbol {L}}e^{-j\beta r_{0}}}{4\pi r_{0}}}}  ahol {\displaystyle {\boldsymbol {N}}=\int e^{-j\beta \zeta \cos {\Psi }}\ d\ p_{m}}
Az N és L vektoriális mennyiségek a sugárpotenciálok, melyek alapján az antennarendszerek térerősségét, sugárzási teljesítményét, és sugárzási ellenállását kiszámolhatjuk. Ha ezeket a potenciálokat behelyettesítjük az E, H térerősséget meghatározó egyenletekbe, a {\displaystyle \vartheta } és {\displaystyle \varphi } összetevőre, a következő kifejezést kapjuk:
{\displaystyle {\boldsymbol {E_{\vartheta }}}=Z_{0}{\boldsymbol {H_{\varphi }}}=-j{\frac {e^{-j\beta r_{0}}}{2\lambda r_{0}}}{\boldsymbol {L_{\varphi }}}+Z_{0}{\boldsymbol {N_{\varphi }}}}
{\displaystyle {\boldsymbol {E_{\varphi }}}=Z_{0}{\boldsymbol {H_{\vartheta }}}=-j{\frac {e^{-j\beta r_{0}}}{2\lambda r_{0}}}{\boldsymbol {L_{\vartheta }}}-Z_{0}{\boldsymbol {N_{\vartheta }}}}

## Monopólus

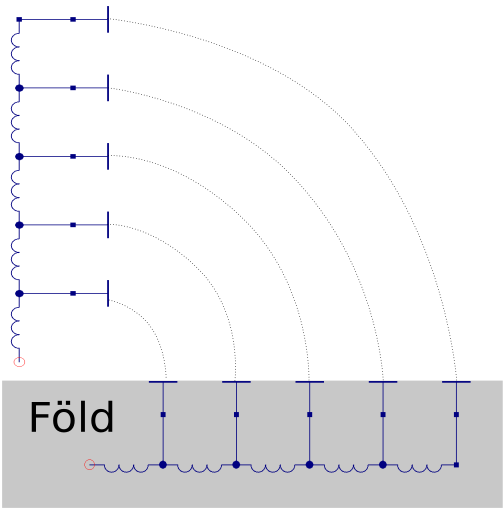
Monopólus mint nyílt rezgőkör

A monopólus aszimmetrikus táplálású sugárzó, vagyis a betáplálás egyik pontja a sugárzó talppontja, a másik pont pedig a sugárzóra merőleges vezetősík talppont alatti pontja. A vezetősík lehet maga a talaj, de lehet mesterséges vezetősíkot is kiképezni, ami a monopólus talppontja alól induló radiális vezetőkből áll. Belátható, hogy az antenna hatásfokát nagyban befolyásolja a vezetősík minősége.
A monopólust mint nyílt rezgőkört a következőképp képzelhetjük el:
- az induktív komponenst a sugárzó hosszából származtatjuk, mivel az egyenes vezetőnek van induktivitása. Továbbá a vezetősíkban indukálódott visszáram is vezetőn jön vissza, aminek szintén van induktivitása.
- a kapacitív összetevőt a monopólus és a vezetősík között létrejövő szórt kapacitás adja, vagyis ha nyitott kondenzátorként fogjuk fel a monopólust, akkor a kondenzátor egyik fegyverzete a monopólus felülete, a másik fegyverzet pedig a vezetősík felülete.
- rezisztív összetevők: a vezetősík és a monopólus ellenállása, sugárzási ellenállás, veszteségi ellenállás

Belátható, hogy pontos kiszámítása meglehetősen számításigényes, hiszen minél pontosabb értéket akarunk számolni, annál több részre kell felbontanunk rendszert. Gyakorlatban bevált módszer, ha egy effektív hosszt, illetve magasságot használunk a számításokhoz.

## Dipólus

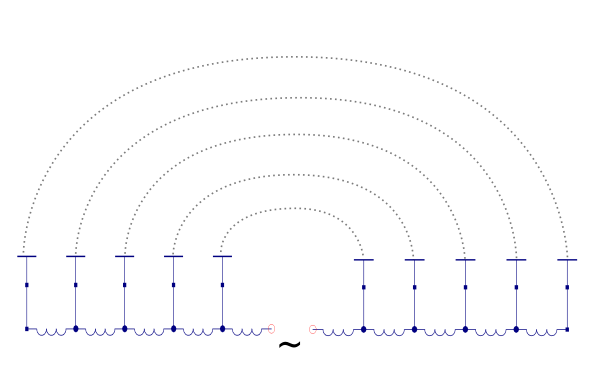
A dipólus mint nyitott rezgőkör

A dipólus szimmetrikus táplálású sugárzó, a betáplálás a sugárzó középpontjában történik oly módon, hogy a két félsugárzót fázisban 180° -kal eltolt váltófeszültséggel tápláljuk. Koaxiális táplálás esetén a kábel és a dipólus közé szimmetrizáló elemet kell bekötni. Szimmetrizálás nélkül a földpontra kötött félsugárzó ellensúlyként működik, ilyenkor 25% jelszintveszteséggel kell számolni.
A dipólust mint nyílt rezgőkört a következőképp képzelhetjük el:
- az induktív komponenst a két félsugárzó hosszának összegéből származtatjuk, mivel az egyenes vezetőnek van induktivitása.
- a kapacitív összetevőt a két félsugárzó felülete között létrejövő szórt kapacitás adja, vagyis ha nyílt rezgőkörként fogjuk fel, akkor a kondenzátor fegyverzetét a két félsugárzó felülete adja.
- rezisztív összetevők: a két félsugárzó ellenállása, sugárzási ellenállás, veszteségi ellenállás

Belátható, hogy pontos kiszámítása meglehetősen számításigényes, hiszen minél pontosabb értéket akarunk számolni, annál több részre kell felbontanunk rendszert.

## Hosszú sugárzó
Hosszú sugárzóknak nevezzük azokat a monopólusokat és dipólusokat, amelyek hosszúsága többszöröse az üzemi hullámhossznak. Az ilyen sugárzókon mind az árameloszlás, mind a feszültségeloszlás szinuszos, vagyis több áramhas és feszültségcsúcs alakul ki.
A többhullámhosszú antennáknak kétféle tipusát használják:
- Harmonikusan gerjesztett sugárzó – Amikor egy f0 frekvenciára méretezett antennát 2f0, 3f0, 4f0, ... 8f0 stb... frekvenciákon is használnak. Az ilyen használat kompromisszumos ugyan, mert minden felharmonikuson mind az antenna sugárzási karakterisztikája, mind a sugárzó elektromos tulajdonságai eltérnek.
- Aperiodikusan gerjesztett sugárzó – Ezt az antennatipust Long Wire antennának hívják. Használatát a beltéri antennahangolók elterjedése tette lehetővé. A talppontot nagy áttétellel illesztik a tápvezetékhez (1:20 – 1:50), így a beltéri antennahangoló viszonylag kis veszteséggel le tud illeszteni akármilyen hosszú vezetéket. Ez is kompromisszumos megoldás, az ilyen antennák viselkedése kiszámíthatatlan.